# Pakistán Occidental
Pakistán Occidental o Paquistán Occidental fue una subdivisión administrativa del Dominio de Pakistán y la República Islámica de Pakistán hasta 1971, fecha en la cual Pakistán Oriental se volvió independiente y adoptó el nombre de «Bangladés».
La parte oriental del país, la provincia única de Bengala Oriental (incluido el distrito de Siljet en Assam), a pesar de tener más de la mitad de la población de Pakistán tenía un número desproporcionadamente pequeño de escaños en la Asamblea Constituyente. Se cree que esta desigualdad entre las dos partes del país y la distancia geográfica entre ellos fue lo que provocó la adopción de una nueva constitución. Para disminuir las diferencias entre las dos regiones, el 22 de noviembre de 1954 el gobierno decidió reorganizar el país en dos provincias distintas dentro de la política «Una Unidad» anunciada por el primer ministro Chaudhry Muhammad Ali.

## Historia
Pakistán Occidental fue creado el 14 de octubre de 1955 por la fusión de varias provincias, estados y zonas tribales indias en Oriente Medio. La provincia se componía de doce divisiones, y su capital se estableció en Lahore. La provincia india de Bengala Oriental pasó a denominarse Pakistán Oriental, con capital en Daca. El gobierno federal se trasladó en 1959 a partir de Karachi a Rawalpindi (capital provisional hasta que Islamabad, nueva capital todavía en construcción en ese momento, estuviera terminada), mientras que el legislador federal se trasladó a Daca.
Pakistán Occidental formaron un aparente bloqueo homogéneo pero con marcadas diferencias lingüísticas y étnicas y la política de una sola unidad fue considerada como una reforma racional administrativa que reduciría los gastos y eliminar los prejuicios de la provincia. Sin embargo, con el golpe militar de 1958, los problemas se alzaban de la provincia cuando el cargo de jefe de gobierno fue abolido y el presidente se hizo cargo de los poderes ejecutivos de Pakistán Occidental. En julio de 1970, el presidente Yahya Khan disolvió la provincia de Pakistán Occidental.
En las elecciones generales celebradas en diciembre de 1970, la Liga Awami (encabezada por Mujibur Rahman) ganó una mayoría absoluta de escaños en el parlamento (todos menos 2 de los 162 escaños asignados a Pakistán Oriental). La Liga Awami abogó por una mayor autonomía para Pakistán Oriental, pero el gobierno militar no permitió que Mujibur Rahman formara un gobierno.
El 25 de marzo de 1971, Pakistán Occidental comenzó una guerra civil para someter a la victoria democrática de los pakistaníes orientales. Así empezó la guerra entre el ejército pakistaní y la Mukhti Bahini. La crisis de los refugiados resultante condujo a la intervención de la India, llevando eventualmente a la rendición del ejército pakistaní. Pakistán Oriental sufrió un genocidio de su población bengalí. Pakistán Oriental se convirtió en el estado independiente de Bangladés el 16 de diciembre de 1971. El término Pakistán Occidental se convirtió en redundante.

## División territorial
Esta parte oeste ―políticamente dominante― se componía de:
- tres provincias gubernamentales:
  - Frontera Noroccidental,
  - Punyab Occidental
  - Sind
- la Provincia Comisionada de Baluchistán,
- la Unión de Estados de Baluchistán,
- varios estados principescos:
  - Bajawalpur,
  - Chitral,
  - Dir,
  - Hunza,
  - Khairpur y
  - Swat,
- el Territorio de la Capital Federal (alrededor de Karachi) y
- las Áreas Tribales.

## Gobierno
El puesto de gobernador de Pakistán Occidental era una posición en gran medida ceremonial, pero más tarde los gobernadores empezaron a ejercer algunos poderes ejecutivos. El primer gobernador fue Mushtaq Ahmed Gurmani, quien también fuera el último gobernador del Punyab Occidental.
El jefe de Gobierno de Pakistán Occidental era el director ejecutivo de la provincia y el líder del partido mayoritario en la asamblea provincial. El primero fue el primer ministro Khan Sahib, que había servido dos veces como ministro jefe de la Jaiber Pajtunjuá antes de la independencia. La oficina del jefe de gobierno fue abolida el 1 de julio de 1970, cuando el presidente Yahya Khan se hizo cargo de la administración de Pakistán Occidental.
Las doce divisiones de la provincia de Pakistán Occidental eran
- Bahawalpur
- Dera Ismail Khan
- Hyderabad
- Kalat
- Khairpur
- Lahore
- Malakand
- Multán
- Peshawar
- Quetta
- Rawalpindi y
- Sargodha

Las capitales de todas estas divisiones llevaban el mismo nombre, salvo la capital de Malakand (Saidu), y la de Rawalpindi (Islamabad). La provincia también incorpora el antiguo enclave omaní de Gwadar, tras su compra en 1958, y la antigua capital federal (Karachi) en 1961, esta última formación de una nueva división en su propio derecho.

## Gobernadores
| Período                                        | Gobernador de Pakistán Occidental                                                      |
| ---------------------------------------------- | -------------------------------------------------------------------------------------- |
| 14 de octubre de 1955 - 27 de agosto de 1957   | Mushtaq Ahmed Gurmani                                                                  |
| Septiembre de 1957 - 12 de abril de 1960       | Akhter Husain                                                                          |
| 12 de abril de 1960 - 18 de septiembre de 1966 | Amir Mohammad Khan                                                                     |
| 18 de septiembre de 1966 - 20 de marzo de 1969 | Gen (R) Musa Khan                                                                      |
| 20 de marzo de 1969 - 25 de marzo de 1969      | Yusuf Haroon                                                                           |
| 25 de marzo de 1969 - 29 de agosto de 1969     | Lt Gen Attiqur Rahman (primer período) (administrador de la ley marcial y gobernador). |
| 29 de agosto de 1969 - 1 de septiembre de 1969 | Lt Gen Tikka Khan (administrador de la ley marcial y gobernador).                      |
| 1 de septiembre de 1969 - 1 de febrero de 1970 | Air Marshal (R) Nur Khan (gobernador).                                                 |
| 1 de febrero de 1970 - 1 de julio de 1970      | Lt Gen Attiqur Rahman (segundo período) (gobernador).                                  |
| 1 de julio de 1970                             | Se disuelve la provincia de Pakistán Occidental                                        |

## Jefes de gobierno
| Período                                     | Primer ministro de Pakistán Occidental   | Partido político                               |
| ------------------------------------------- | ---------------------------------------- | ---------------------------------------------- |
| 14 de octubre de 1955 - 16 de julio de 1957 | Dr Khan Sahib                            | Liga Musulmana de Pakistán/Partido Republicano |
| 16 de julio de 1957 - 18 de marzo de 1958   | Sardar Abdur Rashid Khan                 | Partido Republicano                            |
| 18 de marzo de 1958 - 7 de octubre de 1958  | Nawab Muzaffar Ali Khan Qizilbash        | Partido Republicano                            |
| 7 de octubre de 1958                        | Se abole la Oficina del Ministro en Jefe |                                                |